# Aérodrome de Whale Cove
L'aéroport de Whale Cove (code IATA : YXN • code OACI : CYXN) est situé à Whale Cove dans la région de Kivalliq au Nunavut (Canada). Il est exploité par le gouvernement du Nunavut.

## Compagnies et destinations
| Compagnies | Destinations |
| ---------- | ------------ |
| Calm Air   | Rankin Inlet |

Édité le 16/05/2025

## Annexe